# Felix Åhrberg
K. Felix G. Åhrberg, född 1989 i Ronneby i Blekinge, är en svensk vinmakare och oenolog främst känd som vinmästare på Kullabergs vingård mellan 2017 och 2025. Under Åhrbergs ledning utsågs Kullabergs vingårds vin Immelen 2021 till det bästa svenska vinet i blindtesttävlingen The Swedish Wine Tasting 2024 arrangerat av Mikael Mölstad.

## Uppväxt
Felix föddes Åhrberg 1989 i Ronneby i Blekinge. Som 16-åring reste han till Österrike för att gå en musikutbildning för klassisk trumpet. Värdfamiljen han då bodde hos var också delägare i en vingård i Frankrike, vilket väckte ett intresse för vinodling hos honom. Efter gymnasiet i Ronneby sökte han sig därför till en yrkesutbildning i Leibnitz i Österrike och sedermera en universitetsutbildning vid Federala högskolan och institutet för vin- och fruktodling(de) i Klosterneuburg.

## Karriär
Efter att först ha skaffat sig erfarenhet och jobbat som rådgivare på vingårdar i Frankrike, Italien, Österrike, Sydafrika, Nya Zeeland och Schweiz; tog han 2017 anställning som chefsvinmakare vid Kullabergs vingård som då var Sveriges näststörsta vingård med sina 14 hektar.
2025 annonserade Kullabergs vingård valt att säga upp sig från sin tjänst och flytta tillbaka till Österrike av familjeskäl.